# Ліщук Віталій Леонідович
Ліщук Віталій Леонідович (нар. 14 травня 1986, Зоря, Володимир-Волинський район, Волинська область, Українська РСР, СРСР — пом. 22 травня 2014, поблизу смт Ольгинка, Волноваський район, Донецька область, Україна) — солдат Збройних сил України, учасник російсько-української війни.

## Біографія
Народився Віталій Ліщук 14 травня 1986 року в селі Зоря Володимир-Волинського району. Виховувався у багатодітній родині, де окрім нього були ще три сестри. Після закінчення Зорянської загальноосвітньої школи працював у фермерському господарстві сусіднього села Білин. Строкову армійську службу проходив у Червонограді. Повернувшись, працював на Володимир-Волинському цукровому заводі, потім — на фермерському господарстві, а в останні роки — у приватного підприємця. Проживав із матір'ю, працював також на власному господарстві та допомагав сусідам і знайомим по роботі у приватному господарстві.
З початком російської збройної агресії з села Зоря мобілізували одинадцять чоловік, Віталія Ліщука в списках не було, хоча він і відслужив в армії. Разом із своїм товаришем він на початку березня 2014 року пішов до військкомату добровольцем.
Солдат, навідник 3-го механізованого батальйону 51-ї окремої механізованої бригади, м. Володимир-Волинський. Проходив підготовку на Рівненському полігоні, 3-го травня побував удома, після чого відбув на Схід України у Донецьку область.
Разом із підрозділом у травні 2014 року ніс службу на блокпосту № 10 поблизу смт Ольгинка Волноваського району. Уранці між 4 та 6 годинами 22 травня 2014 року блокпост був атакований проросійськими сепаратистами «ДНР», які під'їхали на інкасаторських машинах, та почали несподіваний масований обстріл із вогнепальної зброї, у тому числі з кулеметів, мінометів, РПГ, ПЗРК. В результаті обстрілу здетонував боєкомплект в одній з бойових машин, що призвело до збільшення людських втрат внаслідок вибуху. У цьому бою загинули 16 бійців 51-ї бригади. 14 жовтня в госпіталі від поранень помер 17-й боєць. Віталій був серед чотирьох солдатів, які згоріли в підірваній ворогом бойовій машині піхоти. Його ідентифікували за залишками форми та військовим квитком, який частково вцілів, ховали у закритій труні, що пізніше спричинило чутки у селі, що він буцімто живий, лише лікується в госпіталі.
Удома залишилась мати Марія Іванівна та три сестри Ірина, Ліда і Наталія, які проживають окремо, батько Віталія помер кілька років тому.
27 травня Віталія поховали на кладовищі рідного села Зоря.

## Нагороди та вшанування
4 червня 2015 року Указом Президента України разом із іншими бойовими побратимами, які загинули із Віталієм Ліщуком у бою під Волновахою, за особисту мужність і високий професіоналізм, виявлені у захисті державного суверенітету та територіальної цілісності України, вірність військовій присязі, нагороджений медаллю «Захиснику Вітчизни».
27 червня у селі Зоря відбувся футбольний матч пам'яті загиблих героїв російсько-української війни між збірною командою Володимир-Волинського району та збірною учасників АТО, який присвячений пам'яті загиблих на війні жителів району та зокрема мешканцю Зорі Віталію Ліщуку.
На сайті Зорянської школи створено сторінку «Гордість школи» у пам'ять випускника школи Віталія Ліщука, який пішов добровольцем до Збройних сил та віддав своє життя за незалежність України.